# Tőzegmohás síklápok és dagadólápok semlyéktársulásai
Magyarország mocsári és lápi növényzetében a tőzegmohás síklápok és dagadólápok semlyéktársulásai (Scheuchzerio-Caricetea fuscae R. Tx., 1937) növénytársulástani osztálya a síklápok, az átmeneti lápok és a láprétek növényzetét, valamint a dagadólápok semlyéktársulásait öleli fel. A dagadólápok karakteres társulásait az önálló Oxycocco-Sphagnetea társulástani osztályban (Br.-Bl. & R. Tx. ex Westhoff & al., 1946) foglalják össze.
A síklápok vize a bázikustól a mérsékelten savanyúig változik. Az átmeneti lápok formailag a síklápokra hasonlítanak, de a dagadólápokhoz hasonlóan igen savanyúak, mert tőzegmohaszőnyeg borítja őket. A síklápok vize túlnyomórészt a láp határán kívülről származik, míg a dagadólápoknak tipikus esetben nincs vízgyűjtő területe, és csak a közvetlenül a láp felületére eső víz befolyásolja őket. A síklápokat régebben a rétlápnak (németül Wiesenmoor) is nevezték, különösen a földrajzi-földtani szakirodalomban. A láprétek lefolyástalan, pangó vizes területeken alakulnak ki égerláperdők helyén vagy a láp szukcessziójának kezdeti fázisában.

## Elterjedésük
Ez a vegetációtípus az egész északi félgömbön elterjedt.

## Megjelenésük, fajösszetételük
Főleg alacsony termetű sásokból álló gyepek jól fejlett mohaszinttel. A mohaszint főleg:
- az Amblystegiaceae és
- a Sphagnaceae család fajait tartalmazza.

## Életmódjuk, termőhelyük
A termőhelyeik igen változatosak; egyaránt találunk szélsőségesen savanyú, oligotróf és bázikus kémhatású, csaknem mészgazdag mezotróf biotópokat; a síkságoktól egészen a magashegységekig bárhol feltűnhetnek. Eredeti termőhelyeik olyan erdőtlen, gyakran kis kiterjedésű refúgiumok, amelyekben az egyébként kevéssé versenyképes fajok — Közép-Európában a jégkorszaki reliktumok — sokáig fennmaradhatnak.

## Rendszertani felosztásuk
Az osztályt három, ökológiailag jól elkülönülő rendre bontják:
- dagadólápok semlyéktársulásai és átmeneti lápok (Scheuchzerietalia palustris Nordhagen 1937),
- oligotróf síklápok (Caricetalia fuscae Koch 1926 em. Klika 1934),
- bázikus síklápok (Caricetalia davallianae Br.-Bl. 1949).